# Aristobrotica atrilineata
Aristobrotica atrilineata es un coleóptero de la familia Chrysomelidae. Fue descrita científicamente por primera vez en 1966 por Blake.